# Тамара Зіданшек
Тамара Зіданшек (словен. Tamara Zidanšek; нар. 26 грудня 1997) — словенська тенісистка.
Першу перемогу в турнірах WTA Зіданшек здобула в парному розряді на Tashkent Open 2018, граючи разом із сербкою Ольгою Данилович.

## Фінали турнірів WTA

### Одиночний розряд: 1 (1 фінал)
| Результат | В–П | Дата     | Турнір                   | Категорія   | Поверхня | Супротивниця   | Рахунок       |
| --------- | --- | -------- | ------------------------ | ----------- | -------- | -------------- | ------------- |
| Поразка   | 0–1 | Тра 2019 | Nuremberg Cup, Німеччина | Міжнародний | Ґрунт    | Юлія Путінцева | 6–4, 4–6, 2–6 |

### Парний розряд: 3 (2 титули)
| Результат | В–П | Дата     | Турнір                       | Рівень      | Покриття | Партнерка       | Супротивниці                           | Рахунок       |
| --------- | --- | -------- | ---------------------------- | ----------- | -------- | --------------- | -------------------------------------- | ------------- |
| Перемога  | 1–0 | Вер 2018 | Tashkent Open, Узбекистан    | Міжнародний | Тверде   | Ольга Данилович | Ірина-Камелія Бегу Ралука Олару        | 7–5, 6–3      |
| Поразка   | 1–1 | Вер 2019 | Zhengzhou Open, КНР          | Прем'єрний  | Хард     | Яніна Вікмаєр   | Ніколь Меліхар Квета Пешке             | 1–6, 6–7(2–7) |
| Перемога  | 2–1 | Сер 2020 | Palermo International, Italy | Міжнародний | Ґрунт    | Аранча Рус      | Елізабетта Коччаретто Мартіна Тревізан | 7–5, 7–5      |

## Фінали турнірів серії WTA 125K

### Одиночний розряд: 1 (1 титул)
| Результат | Ранг | Дата           | Турнір                  | Покриття | Опонент      | Рахунок  |
| --------- | ---- | -------------- | ----------------------- | -------- | ------------ | -------- |
| Перемога  | 1.   | 10 червня 2018 | Bol Open, Bol, Хорватія | Ґрунт    | Магда Лінетт | 6–1, 6–3 |

## ITF Фінали (20–9)

### Одиночний розряд (16–7)
| Легенда          |
| ---------------- |
| Турніри $100,000 |
| Турніри $75,000  |
| Турніри $50,000  |
| Турніри $25,000  |
| Турніри $15,000  |
| Турніри $10,000  |

| Фінали за покриттям |
| ------------------- |
| Тверде (2–2)        |
| Ґрунт (14–8)        |
| Трава (0–0)         |
| Килим (0–1)         |

| Результат | Ранг | Дата              | Категорія | Турнір                          | Покриття  | Опонент                  | Рахунок       |
| --------- | ---- | ----------------- | --------- | ------------------------------- | --------- | ------------------------ | ------------- |
| Перемога  | 1.   | 19 травня 2014    | $10,000   | Веленє, Словенія                | Ґрунт     | Барбара Гаас             | 6–4, 2–6, 3–6 |
| Поразка   | 2.   | 4 травня 2015     | $10,000   | Бол, Хорватія                   | Ґрунт     | Тена Лукас               | 2–6, 3–6      |
| Перемога  | 3.   | 8 червня 2015     | $10,000   | Баня-Лука, Боснія і Герцеговина | Ґрунт     | Marina Kachar            | 6–4, 2–6, 7–5 |
| Перемога  | 4.   | 22 червня 2015    | $10,000   | Телаві, Грузія                  | Ґрунт     | Sadafmoh Tolibova        | 6–4, 6–1      |
| Перемога  | 5.   | 29 червня 2015    | $10,000   | Телаві, Грузія                  | Ґрунт     | Szabina Szlavikovics     | 6–3, 6–3      |
| Перемога  | 6.   | 10 серпня 2015    | $10,000   | Арад, Румунія                   | Ґрунт     | Chantal Škamlová         | 6–1, 6–3      |
| Runner–up | 7.   | 24 серпня 2015    | $15,000   | Баньятіка, Італія               | Ґрунт     | Anne Schäfer             | 6–2, 1–6, 2–6 |
| Перемога  | 8.   | 14 вересня 2015   | $25,000   | Добрич, Болгарія                | Ґрунт     | Поліна Лейкіна           | 6–3, 6–2      |
| Поразка   | 9.   | 10 квітня 2016    | $10,000   | Хаммамет, Туніс                 | Ґрунт     | Irina Bara               | 3–6, 3–6      |
| Перемога  | 10.  | 16 квітня 2016    | $10,000   | Хаммамет, Туніс                 | Ґрунт     | Alice Bacquié            | 6–1, 6–0      |
| Перемога  | 11.  | 15 травня 2016    | $25,000   | Дьєр, Угорщина                  | Ґрунт     | Ekaterina Alexandrova    | 6–4, 6–4      |
| Перемога  | 12.  | 31 травня 2016    | $25,000   | Годмезевашаргей, Угорщина       | Ґрунт     | Кароліна Мухова          | 4–6, 6–2, 6–4 |
| Перемога  | 13.  | 4 грудня 2016     | $25,000   | Сантьяго, Чилі                  | Ґрунт     | Паула Крістіна Гонсалвеш | 6–1, 6–4      |
| Перемога  | 14.  | 17 грудня 2016    | $25,000   | Пуне, Індія                     | Тверде    | Polina Monova            | 6–4, 6–2      |
| Поразка   | 15.  | 24 грудня 2016    | $25,000   | Наві-Мумбаї, Індія              | Тверде    | Lu Jiajing               | 3–6, 1–6      |
| Поразка   | 16.  | 12 лютого 2017    | $60,000   | Лонсестон, Австралія            | Тверде    | Джеймі Лоеб              | 6–7(4–7), 3–6 |
| Перемога  | 17.  | 30 вересня 2017   | $25,000   | Пула (Італія), Італія           | Ґрунт     | Тереза Мрдежа            | 7–6(7–4), 7–5 |
| Перемога  | 18.  | 12 листопада 2017 | $60,000   | Бендіго, Австралія              | Тверде    | Олівія Роговська         | 5–7, 6–1, 6–0 |
| Поразка   | 19.  | 19 листопада 2017 | $60,000   | Toyota, Японія                  | Килим (i) | Міхаела Бузернеску       | 0–6, 1–6      |
| Перемога  | 20.  | 25 лютого 2018    | $25,000   | Куритиба, Бразилія              | Ґрунт     | Fiona Ferro              | 7–5, 6–4      |
| Поразка   | 21.  | 4 березня 2018    | $25,000   | Сан-Паулу, Бразилія             | Ґрунт     | Julia Grabher            | 4–6, 6–3, 2–6 |
| Перемога  | 22.  | 2 квітня 2018     | $25,000   | Pula, Італія                    | Ґрунт     | Анастасія Гримальська    | 6–3, 6–1      |
| Перемога  | 23.  | 15 квітня 2018    | $25,000   | Pula, Італія                    | Ґрунт     | Myrtille Georges         | 6–1, 7–6(7–4) |

### Парний розряд (4–2)
| Легенда          |
| ---------------- |
| Турніри $100,000 |
| Турніри $75,000  |
| Турніри $50,000  |
| Турніри $25,000  |
| Турніри $15,000  |
| Турніри $10,000  |

| Фінали за покриттям |
| ------------------- |
| Тверде (0–1)        |
| Ґрунт (4–1)         |
| Трава (0–0)         |
| Килим (0–0)         |

| Результат | Ранг | Дата              | Категорія | Турнір                | Покриття | Партнер               | Опоненти                              | Рахунок          |
| --------- | ---- | ----------------- | --------- | --------------------- | -------- | --------------------- | ------------------------------------- | ---------------- |
| Перемога  | 1.   | 20 квітня 2015    | $10,000   | Бол, Хорватія         | Ґрунт    | Pia Čuk               | Natalija Šipek Eva Zagorac            | 6–1, 6–1         |
| Поразка   | 2.   | 11 травня 2015    | $10,000   | Бол, Хорватія         | Ґрунт    | Pia Čuk               | Анастасія Комардіна Зузана Лукнарова  | 2–6, 6–0, [7–10] |
| Перемога  | 3.   | 3 серпня 2015     | $10,000   | Тарвізіо, Італія      | Ґрунт    | Pia Čuk               | Giorgia Marchetti Maria Masini        | 6–1, 6–4         |
| Перемога  | 4.   | 7 жовтня 2016     | $25,000   | Пула (Італія), Італія | Ґрунт    | Jil Teichmann         | Клаудія Джовіне Камілла Розателло     | 6–2, 6–4         |
| Перемога  | 5.   | 28 листопада 2016 | $25,000   | Сантьяго, Чилі        | Ґрунт    | Guadalupe Pérez Rojas | Юс'ю Мейтейн Арконада Georgia Brescia | 6–3, 7–6(7–5)    |
| Поразка   | 6.   | 12 лютого 2017    | $60,000   | Лонсестон, Австралія  | Тверде   | Georgia Brescia       | Монік Адамчак Ніколь Меліхар          | 1–6, 2–6         |